# 藤原次彦
藤原 次彦（ふじわら つぎひこ、1965年7月1日 - 2015年2月22日）は、AOI Pro.前代表取締役社長。

## 人物
東京都出身。栄光学園高等学校を経て、1988年日本大学芸術学部映画学科を卒業。1990年、葵プロモーションへ入社するとCMプロデューサーとして数々の話題作を手がける。2004年には同社取締役に就任。その後入社20年目の2010年4月、44歳で代表取締役社長に就任する。
また趣味のゴルフはハンディキャップ3。

## 略歴
- 1988年 日本大学芸術学部映画学科卒業
- 1988年 株式会社東洋シネマ入社
- 1990年 株式会社葵プロモーション入社
- 2002年 同 執行役員
- 2004年 同 取締役
- 2007年 同 常務取締役
- 2009年 同 専務取締役
- 2010年 同 代表取締役社長
- 2015年 感染性心内膜炎による脳出血のため現職のまま死去[2]。49歳没。